# Ріді (Західна Вірджинія)
Ріді (англ. Reedy) — місто (англ. town) в США, в окрузі Роун штату Західна Вірджинія. Населення — 150 осіб (2020).

## Географія
Ріді розташоване за координатами 38°53′59″ пн. ш. 81°25′35″ зх. д. / 38.89972° пн. ш. 81.42639° зх. д. (38.899692, -81.426347).  За даними Бюро перепису населення США в 2010 році місто мало площу 0,50 км², уся площа — суходіл.

## Демографія
Згідно з переписом 2010 року, у місті мешкали 182 особи в 72 домогосподарствах у складі 52 родин. Густота населення становила 361 особа/км².  Було 79 помешкань (157/км²).
Расовий склад населення:
| - 97,8 % — білих - 1,6 % — чорних або афроамериканців |

До двох чи більше рас належало 0,5 %. Частка іспаномовних становила 1,1 % від усіх жителів.
За віковим діапазоном населення розподілялося таким чином: 24,7 % — особи молодші 18 років, 58,3 % — особи у віці 18—64 років, 17,0 % — особи у віці 65 років та старші. Медіана віку мешканця становила 42,3 року. На 100 осіб жіночої статі у місті припадало 97,8 чоловіків;  на 100 жінок у віці від 18 років та старших — 95,7 чоловіків також старших 18 років.
Середній дохід на одне домашнє господарство  становив 60 409 доларів США (медіана — 48 438), а середній дохід на одну сім'ю — 63 638 доларів (медіана — 49 063). За межею бідності перебувало 15,4 % осіб, у тому числі 29,4 % дітей у віці до 18 років та 0,0 % осіб у віці 65 років та старших.
Цивільне працевлаштоване населення становило 67 осіб. Основні галузі зайнятості: освіта, охорона здоров'я та соціальна допомога — 34,3 %, мистецтво, розваги та відпочинок — 11,9 %, транспорт — 10,4 %.